# Norsk Bridgeforbund
Norsk Bridgeforbund (NBF) är det nationella bridgeförbundet i Norge.
Förbundet grundades i januari 1932 av 25 klubbar. Norsk Bridgeforbund är anslutet till World Bridge Federation och Norsk Tankesportforbund. Förbundet har sitt kontor i Oslo och dess ordförande är Kari-Anne Opsal. Det är ett av Europas äldsta bridgeförbund.
Förbundet har sedan 1995 utgivit Norsk Bridge.
Förbundet bestod 2007 av 480 klubbar, indelade i 25 kretsar.

## Norska bridgespelare
- Geir Hegelmo (*1970) , world champion
- Ranik Halle
- Tor Helness

## Lista över ordförande
| Ordförande           | Tillträdde | Avgick |
| -------------------- | ---------- | ------ |
| Anton Midsem         | 1932       | 1934   |
| Johannes Brun        | 1934       | 1937   |
| Oluf Aall            | 1937       | 1939   |
| Wilhelm Schibbye     | 1939       | 1945   |
| Niels Marius Nielsen | 1945       | 1950   |
| Karl Fr. Dawes       | 1950       | 1954   |
| Ranik Halle          | 1954       | 1964   |
| Bjørn Larsen         | 1964       | 1967   |
| Ambjørg Amundsen     | 1967       | 1971   |
| Baard Baardsen       | 1971       | 1975   |
| Knut Koppang         | 1975       | 1977   |
| Bjørn Larsen         | 1977       | 1979   |
| Finn Søderstrøm      | 1979       | 1981   |
| Ole Smestad          | 1981       | 1983   |
| Arild H. Johansen    | 1983       | 1987   |
| Hans Jørgen Bakke    | 1987       | 1988   |
| Jakob Madsen         | 1988       | 1991   |
| Per Bryde Sundseth   | 1991       | 1993   |
| Arild H. Johansen    | 1993       | 1995   |
| Helge Stanghelle     | 1995       | 1996   |
| Jan Aasen            | 1996       | 2004   |
| Helge Stanghelle     | 2004       | 2008   |
| Jan Aasen            | 2008       | 2014   |
| Jostein Sørvoll      | 2014       | 2016   |
| Kari-Anne Opsal      | 2016       |        |

### Fotnoter
1. ↑  Norsk Bridgeforbund gjenom 75 år, Geir Gisnås, 2006.
2. 1 2  Håndbok for sesongen 2007-08, NBF.